# Hesselagergård

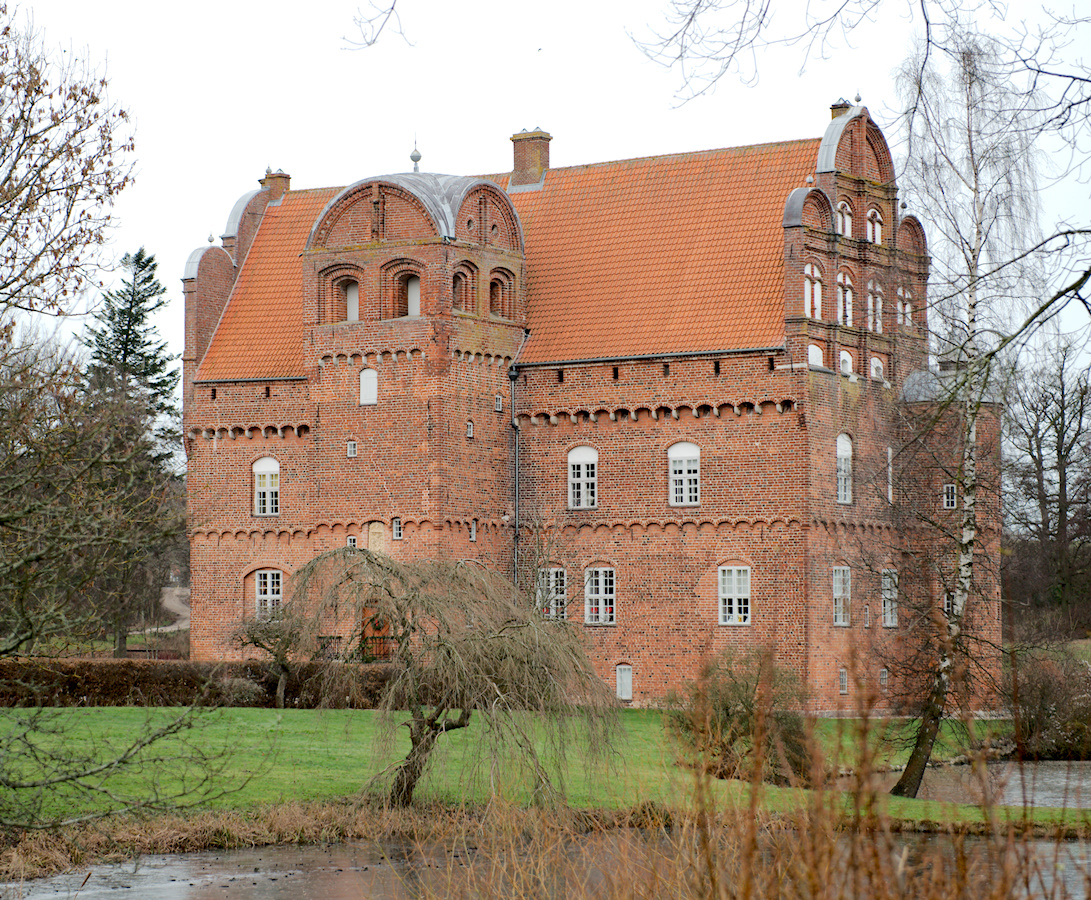
Hesselagergård.

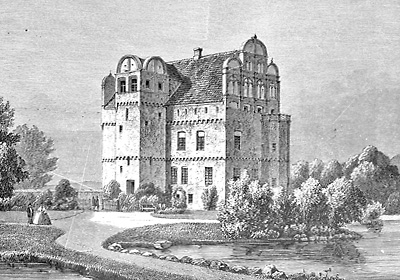
Hesselagergård 1867.

Hesselagergård är ett gods på ön Fyn i Danmark. Huvudbyggnaden i tegel, daterad 1538, är en av Danmarks märkligaste renässansborgar.
Hesselagergård tillhörde från 1400-talet och fram till 1679 ätten Friis. Hesselagergård är en av Nordens äldsta renässansslott, enlängat med två åttkantiga hörntorn på framsidan och ett stort fyrkantigt trapptorn på baksidan. Berömda är de efter venetianskt palatsmönster formade gavlarna.
Nuvarande huvudbyggnad uppfördes av Kristian III:s kansler Johan Friis från 1538. Till slottet hörde tidigare en kringbyggd ladugård i skiftesverk, bevarad ännu 1880 men riven kort därefter.